# Dignidad

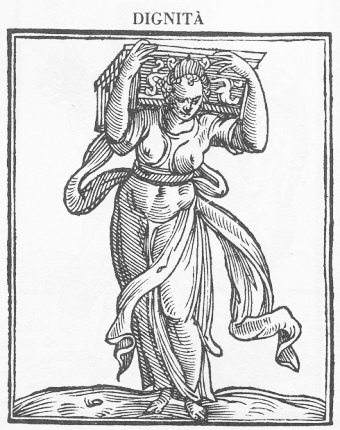
Alegoría de la Dignidad

La dignidad o «cualidad de digno» (del latín dignĭtas, que se traduce por «excelencia, grandeza») hace referencia al valor inherente a cada ser humano concreto por el simple hecho de serlo, en cuanto ser dotado de libertad. No se trata de una cualidad otorgada por alguien, sino consustancial al ser humano. No depende de ningún tipo de condicionamiento ni de diferencias étnicas, de sexo, de condición social o cualquier otro tipo. Según la distinción introducida por Antonio Millán-Puelles, esta es la dignidad ontológica, diferente a la dignidad adquirida, y este último concepto es similar al del honor.

## Historia

### Origen
La dignidad humana nace en el pensamiento clásico por Platón, más tarde es desarrollada por Aristóteles, después por Cicerón y finalmente por Séneca.
La idea de dignidad personal nace en el origen del cristianismo. El hombre, al considerarse «creado a imagen y semejanza de Dios», se considera un sujeto libre y por lo tanto responsable de sus actos. Los conceptos de libertad y responsabilidad aparecen indisolublemente unidos al de dignidad. Al ocupar un lugar central en la teología cristiana los conceptos de culpa, pecado, expiación y perdón, y al no poder existir culpa sin libertad de elección, la libertad y la dignidad son también ideas centrales del cristianismo. Antes del cristianismo existía la idea de libertad y conceptos similares al de dignidad, como el honor, pero estos últimos se ligaban a condiciones sociales particulares, no a todo ser humano.

### Explicación filosófica
El humanismo llegó a explicar filosóficamente el concepto de dignidad con argumentos racionales. Fundamentó la idea de dignidad en la ley natural. De esta manera, una idea que había tenido un origen religioso pasa a ocupar un lugar central en el pensamiento universal.

### Reconocimiento jurídico
A pesar de ser una idea de larga tradición, el reconocimiento jurídico de la dignidad personal no se produjo hasta pasada la Segunda Guerra Mundial, con la Declaración Universal de Derechos Humanos aprobada en 1948. El despojo sufrido por numerosos grupos de población durante la guerra y los años anteriores a ella avivaron el reconocimiento individual en las víctimas de la existencia de algo que no les podían robar: la libertad interior. Este reconocimiento, experimentado por numerosas personas al mismo tiempo, generó tras la guerra un movimiento social a favor del reconocimiento jurídico de la idea de dignidad, con la esperanza de que episodios como los sufridos no volvieran a repetirse. La Declaración Universal de Derechos Humanos invoca en su Preámbulo la «dignidad intrínseca (...) de todos los miembros de la familia humana», para luego afirmar que «todos los seres humanos nacen libres e iguales en dignidad y derechos» (artículo 1°).
Con posterioridad, el concepto de dignidad humana fue retomado por los dos pactos internacionales de derechos humanos de 1966 y por la mayoría de los instrumentos condenatorios de una serie de prácticas o directamente contrarias al valor esencial de la persona, tales como la tortura, la esclavitud, las penas degradantes, las condiciones inhumanas de trabajo, las discriminaciones de todo tipo, etc. En la actualidad, la noción de dignidad humana tiene particular relevancia en las cuestiones de bioética.
Asimismo, un gran número de constituciones nacionales, sobre todo las adoptadas en la segunda mitad del siglo XX, hacen referencia explícita al respeto de la dignidad humana como fundamento último de los derechos enumerados y como la finalidad esencial del Estado de Derecho. En tal sentido, se destaca la Constitución alemana de 1949, que como reacción a las atrocidades cometidas durante el régimen nazi, establece en su artículo 1° que: «La dignidad humana es intangible. Los poderes públicos tienen el deber de respetarla y protegerla».
La dignidad humana, contiene elementos subjetivos, que corresponden al convencimiento de que las condiciones particulares de vida permiten alcanzar la felicidad y de elementos objetivos, vinculados con las condiciones de vida que tiene la Persona, para obtenerla. Siendo así se determinó a la Dignidad Humana, como un derecho fundamental.
La ponderación de estos elementos constituye una parte importante de la evolución del derecho Constitucional de la mayoría de los países, así como una de sus mayores discusiones, sobre todo a la hora de sopesar la Dignidad Humana con otros derechos fundamentales.
La Corte Constitucional Colombiana, definió de esta forma a la Dignidad Humana, en la sentencia T 881 de 2002:

Una síntesis de la configuración jurisprudencial del referente o del contenido de la expresión “dignidad humana” como entidad normativa, puede presentarse de dos maneras: a partir de su objeto concreto de protección y a partir de su funcionalidad normativa. Al tener como punto de vista el objeto de protección del enunciado normativo “dignidad humana”, la Sala ha identificado a lo largo de la jurisprudencia de la Corte, tres lineamientos claros y diferenciables: (i) La dignidad humana entendida como autonomía o como posibilidad de diseñar un plan vital y de determinarse según sus características (vivir como quiera). (ii) La dignidad humana entendida como ciertas condiciones materiales concretas de existencia (vivir bien). Y (iii) la dignidad humana entendida como intangibilidad de los bienes no patrimoniales, integridad física e integridad moral (vivir sin humillaciones). De otro lado al tener como punto de vista la funcionalidad, del enunciado normativo “dignidad humana”, la Sala ha identificado tres lineamientos: (i) la dignidad humana entendida como principio fundante del ordenamiento jurídico y por tanto del Estado, y en este sentido la dignidad como valor. (ii) La dignidad humana entendida como principio constitucional. Y (iii) la dignidad humana entendida como derecho fundamental autónomo.

## Definición
Durante siglos la dignidad se explicó en buena medida por la «autonomía» propia del ser humano, cómo vieron ya Platón, Pico della Mirandola y Kant, pues solo el que sabe y puede gobernarse a sí mismo, según un principio racional, resulta un sujeto libre ; al regular su comportamiento según normas propias, según el significado etimológico de la voz griega 'auto-nomía', ya no es un mero súbdito, ya no está bajo el dictado de otro, sino que es un ciudadano. 
La educación desempeña aquí una función importante, puesto que el auténtico ejercicio de la libertad, más allá de la arbitrariedad del comportamiento extrema, exige la formación de la inteligencia y de la voluntad, facultades específicas del espíritu humano. Lógicamente, el presupuesto es el de la existencia de cierto grado de libertad posible en el ser humano y la negación de un determinismo radical. La universalización o globalización de la dignidad es un presupuesto para la consecución de una verdadera emancipación y pacificación moral de la humanidad: el ser humano, varón o mujer, niño o anciano, enfermo o sano, religioso o ateo, malvado o benevolente, blanco o negro... es «siempre digno», porque puede decidir qué ser, porque no es solo lo que es, sino también sus aspiraciones y proyectos personales. Incluso al ser más abyecto hay que reconocerle la posibilidad de ser otra cosa que lo que parece. Así, la vida humana es respetable siempre porque puede ser algo más que vida, vida con sentido, o sea, biografía.
La dignidad se basa en el reconocimiento de la persona de ser merecedora de respeto, es decir que todos merecemos respeto sin importar cómo seamos. Al reconocer y tolerar las diferencias de cada persona, para que ésta se sienta digna y libre, se afirma la virtud y la propia dignidad del individuo, fundamentado en el respeto a cualquier otro ser. Se trata de una cualidad totalmente individual, de la persona concreta. Se considera innata a cada persona. Ha de ser respetada por todos, pero no es otorgada por nadie, su existencia no depende del reconocimiento. A su vez, una persona digna puede sentirse orgullosa de las consecuencias de sus actos y de quienes se han visto afectados por ellos, o culpable, si ha causado daños inmerecidos a otros. La misma dignidad que nos pone por encima de la naturaleza, pues podemos transformarla también en nosotros mismos, contenerla, regularla, nos hace responsables. Un exceso de dignidad puede fomentar el orgullo propio, pudiendo crear la sensación al individuo de tener derechos exclusivos (privilegios).
La dignidad refuerza la personalidad, fomenta la sensación de plenitud y satisfacción. Para justificar la esclavitud se decía que el esclavo no era persona humana, sino un objeto, al igual que judíos, gitanos y homosexuales durante el nazismo. 
La dignidad es reconocida por los seres humanos sobre sí mismos, como un producto de la racionalidad, la autonomía de la voluntad y el libre albedrío, aunque los críticos sobre esta forma de asignar dignidad indican que existen humanos que bajo ese criterio no podrían tenerla: bebés, niños, disminuidos psíquicos profundos, seniles, dementes, etc.
Hay personas, especialmente desde el movimiento por los derechos animales, que también otorgan algún grado de dignidad a individuos de otras especies animales por su condición de individuos con cerebro que, por lo tanto, también tienen capacidad para sentir; no sin discusión puesto que esta asignación de dignidad también seguiría siendo un reconocimiento puramente humano.
La dignidad humana se basa en muchos factores importantes y es un derecho muy importante.
Conclusivamente, la dignidad humana es definida como «la categorización de las cualidades inmanentes del Hombre».